# ألبرت ماري
ألبرت ماري هو منافس ألعاب قوى سيشلي، ولد في 3 مارس 1957.

## وصلات خارجية
- ألبرت ماري على موقع الاتحاد الدولي لألعاب القوى (الإنجليزية)
- ألبرت ماري على موقع اللجنة الأولمبية الدولية (الإنجليزية)
- ألبرت ماري على موقع أوليمبيديا (الإنجليزية)